# Club Desportivo de Tondela
Il Clube Desportivo de Tondela, noto come CD Tondela o semplicemente Tondela, è una società calcistica portoghese con sede nella città di Tondela, situata nel distretto di Viseu. Milita nella Primeira Liga, la massima divisione del campionato portoghese.
Fondato nel 1933, il club ha giocato prevalentemente nei campionati regionali portoghesi. Il 3 giugno 2012 è stato promosso in Segunda Liga per la prima volta nella propria storia. Al termine della 2014-2015 ha ottenuto la prima promozione in Primeira Liga.
Disputa le partite interne allo Stadio João Cardoso di Tondela (5 000 posti).

## Storia

### Origini
Il 6 giugno 1933, il Clube Desportivo de Tondela nasce dalla fusione di due club del villaggio di Tondela: il Tondela Football Club, fondato nel 1925 e il Operário Atlético Clube, fondato nel 1932.

### 1999-2005: le divisioni inferiori
Dopo la retrocessione dalla Terceira Divisão nel 1999, il Tondela ha continuato a competere nella divisione regionale di Viseu.
Nella stagione 2003-04, il Tondela ha vinto la FA Cup Viseu, conosciuta anche come Taça de Socios Mérito, il primo successo del club dal 1986. Nella stagione seguente, il Tondela diviene campione della AF Viseu Liga de Honra. Hanno finito la stagione con otto punti di vantaggio sulla seconda classificata il Tarouquense e si è assicurata il ritorno nella Terceira Divisão.
Giorni dopo, il Tondela ha mantenuto il titolo AF Viseu Coppa suggellando così la stagione con il doppio.

### 2005-2009: Ritorno alla Terza Divisione
Nel corso delle stagioni 2005-08, il Tondela ha consolidato la propria posizione come un club da metà classifica, per finire quelle tre stagioni sempre al settimo posto.
Nella stagione 2008-09, per il Tondela hanno firmato il difensore centrale Diego, Paulo Machado fratello maggiore di Gomes e carismatico attaccante argentino Piojo. Il 6 giugno 2009, il Tondela diventato campione della Terza Divisione, dopo la vittoria per 4-2 contro Fiães e quindi, viene promosso in Segunda Divisão.

### 2009-Oggi: dalla quarta divisione alla Primeira Liga
Dopo la promozione dalla terza divisione, e un quarto posto nella stagione 2009-10, il Tondela punta alla promozione dalla Segunda Liga.
Durante la finestra di trasferimento dell'estate 2010, il Tondela ha ingaggiato il portoghese under 17 campione d'Europa, il playmaker Márcio Sousa, il portiere veterano Rui Marcos e il centrocampista Fernando Ferreira. Il club è arrivato terzo nella stagione 2010-11 con 55 punti. Nonostante non consegue gli obiettivi, i sostenitori del Tondela hanno voluto la continuità del rapporto con l'allenatore Filipe Moreira, ma alla fine si trasferisce all'Oriental de Lisboa.
Nella stagione successiva, l'ex Benfica e giocatore della nazionale del Portogallo, Vítor Paneira è stato nominato come nuovo allenatore del Tondela. Paneira incrementa gli sforzi per costruire una squadra solida, tramite acquisti, come i centrocampisti Magano e Tiago Barros e l'attaccante brasiliano Rafael Batatinha.
Il Tondela superato il tavolo dopo la vittoria per 4-2 contro Espinho in data 7 aprile 2012 e mai ceduto il loro esempio. Sono stati incoronati campioni di Segunda Divisão - Série Centro all'Estádio do Bessa dopo la vittoria per 1-0 contro il Boavista. La loro difesa solida, era composta dai difensori centrali Daniel Materazzi, Pica, e il versatile Carlos André, terzini Hélder Lopes e Pedrosa, centrocampista difensivo Fábio Pacheco ed ex portoghese under 20 portiere internazionale Nuno Avelino, subendo solo 22 gol in tutta la stagione e tenuto 13 volte la porta inviolata.
Di conseguenza, hanno preso parte allo spareggio promozione contro il Varzim e il Fatima, Serie Norte e campioni di Serie Sul rispettivamente. Il 3 giugno 2012, dopo l'1-1 contro Fatima a Estádio João Cardoso, il Tondela raggiunge la sua terza promozione in otto anni e la loro prima promozione in Segunda Liga. Erano outsider nei play-off, finendo cinque punti dietro Varzim.
Nella stagione 2014-2015 vince il campionato di Segunda Liga, ottenendo la promozione in Primeira Liga. L’anno seguente ottiene una storica salvezza all’ultima giornata di campionato, concludendo al 16º posto con 30 punti, grazie ad un’incredibile rimonta nelle partite finali (spicca soprattutto il successo per 1-0 in casa del Porto). Il club portoghese si salva anche nella stagione 2016-2017, sempre al 16º posto con 32 punti. Nella Primeira Liga 2017-2018, il Tondela ottiene una tranquilla salvezza, concludendo al 10º posto con 38 punti, mentre l’anno seguente, nella stagione 2018-19, il club riesce a conquistare l’ennesima salvezza all’ultima giornata, battendo per 5-2 il Chaves, diretta avversaria per non retrocedere.

## Allenatori
- João Bento (2005-2006)
- António Jesus Pereira (2008-2010)
- Filipe Moreira (2010-2011)
- Vítor Paneira (2011-2013)
- Paulo Cadete (2013)
- Álvaro Magalhães (2013-2014)
- Carlos Alves Pinto (2014)
- Quim Machado (2014-2015)
- Vítor Paneira (2015)
- Rui Bento (2015)
- Petit (2015-2017)
- Pepa (2017-2019)
- Natxo González (2019-2020)
- Pako Ayestarán (2020-2022)
- Tozé Marreco (2022-oggi)

## Calciatori
Alcuni ex giocatori famosi sono:
- Hélder Lopes
- Avelino
- Ferreirinha
- Gomes
- Hélder Lopes
- Tiago Lopes
- Luis
- Mangualde
- Rui Marcos
- Tó Miguel
- Hugo Oliveira
- Ruca

- Marcelo Santiago
- Rafael Batatinha
- Beré
- George
- Ronan
- Ousseni Zongo
- Ericson
- Bacar Baldé
- Edson
- Emiliano Té
- China

## Palmarès

### Competizioni nazionali
- Segunda Liga: 2

2014–2015, 2024-2025

### Competizioni regionali
- Campeonato Nacional da 2.ª Divisão – Zona Centro: 1
  - 2011–12
- Terceira Divisão: 2
  - 1986/1987, 2008–09
- AF Viseu Primeira Divisão: 5
  - 1940–41, 1941–42, 1949–50, 1985–86, 2004–05
- AF Viseu Segunda Divisão: 3
  - 1951–52, 1963–64, 1972–73
- AF Viseu Cup: 2
  - 2003–04, 2004–05

Fonti:

### Altri piazzamenti
- Coppa di Portogallo:

Finalista: 2021-2022
- Supercoppa di Portogallo:

Finalista: 2022

## Statistiche e record
| Stagione | Campionato | Campionato | Campionato | Campionato | Campionato | Campionato | Campionato | Campionato | Campionato | Coppa         | Campionato    | Notes    | Miglior Marcatore      | Miglior Marcatore |
| Stagione | Divisione  | Pos.       | Pl.        | V          | P          | S          | GF         | GS         | Pts        | Coppa         | Campionato    | Notes    | Nome                   | Goal              |
| -------- | ---------- | ---------- | ---------- | ---------- | ---------- | ---------- | ---------- | ---------- | ---------- | ------------- | ------------- | -------- | ---------------------- | ----------------- |
| 2004–05  | 5          | 1          | 30         | 22         | 3          | 5          | 77         | 25         | 69         | Primo turno   | Non svolto    | Promosso |                        |                   |
| 2005–06  | 4          | 7          | 34         | 14         | 10         | 10         | 49         | 37         | 52         | Terzo turno   | Non svolto    |          |                        |                   |
| 2006–07  | 4          | 7          | 28         | 11         | 8          | 9          | 35         | 31         | 41         | Primo turno   | Non svolto    |          |                        |                   |
| 2007–08  | 4          | 8          | 32         | 13         | 9          | 10         | 41         | 28         | 48         | Primo turno   | Non entrato   |          |                        |                   |
| 2008–09  | 4          | 1          | 36         | 18         | 9          | 9          | 64         | 45         | 42         | Primo turno   | Non entrato   | Promosso | Beré                   | 23                |
| 2009–10  | 3          | 4          | 30         | 14         | 6          | 10         | 50         | 28         | 48         | Terzo turno   | Non entrato   |          | Piojo                  | 9                 |
| 2010–11  | 3          | 3          | 30         | 16         | 7          | 7          | 46         | 28         | 55         | Secondo turno | Non entrato   |          | Piojo                  | 12                |
| 2011–12  | 3          | 2          | 30         | 19         | 6          | 5          | 49         | 22         | 63         | Quarto turno  | Non entrato   | Promosso | Piojo Rafael Batatinha | 11                |
| 2012–13  | 2          | 10         | 42         | 16         | 11         | 15         | 55         | 60         | 59         | Terzo turno   | Primo turno   |          | Piojo                  | 10                |
| 2013–14  | 2          | 9          | 42         | 16         | 11         | 15         | 41         | 38         | 59         | Terzo turno   | Primo turno   |          | Tozé Marreco           | 7                 |
| 2014–15  | 2          | 1          | 46         | 21         | 18         | 7          | 67         | 51         | 81         | Quarto turno  | Secondo turno | Promosso | Tozé Marreco           | 23                |
| 2015–16  | 1          | 16         | 34         | 8          | 6          | 20         | 34         | 54         | 30         | Terzo turno   |               |          | Nathan Júnior          | 13                |

Pos. = Posizione; Pl = Incontri giocati; V = Vittoria; P = Pareggio; S = Sconfitta; GF = Goal Fatti; GS = Goal Subiti; P = Punti

## Organico

### Rosa 2024-2025
| N. |                       | Ruolo | Calciatore     |
| -- | --------------------- | ----- | -------------- |
| 1  | Portogallo (bandiera) | P     | Joel Sousa     |
| 2  | Portogallo (bandiera) | D     | Bebeto         |
| 4  | Portogallo (bandiera) | D     | Jota Gonçalves |
| 5  | Portogallo (bandiera) | D     | João Afonso    |
| 6  | Portogallo (bandiera) | C     | André Ceitil   |
| 7  | Portogallo (bandiera) | C     | Xavier         |
| 8  | Capo Verde (bandiera) | C     | Hélder Tavares |
| 9  | Angola (bandiera)     | A     | Miro           |
| 10 | Portogallo (bandiera) | A     | Rui Gomes      |
| 11 | Portogallo (bandiera) | C     | Costinha       |
| 13 | Senegal (bandiera)    | D     | Abdoulaye Ba   |
| 15 | Sudafrica (bandiera)  | C     | Yaya Sithole   |
| 16 | Portogallo (bandiera) | D     | Luís Rocha     |
| 17 | Portogallo (bandiera) | A     | Roberto        |

| N. |                       | Ruolo | Calciatore     |
| -- | --------------------- | ----- | -------------- |
| 18 | Portogallo (bandiera) | D     | Talocha        |
| 21 | Brasile (bandiera)    | C     | Maranhão       |
| 22 | Brasile (bandiera)    | P     | Leo Navacchio  |
| 23 | Portogallo (bandiera) | D     | Cascavel       |
| 24 | Portogallo (bandiera) | P     | Iuri Miguel    |
| 26 | Brasile (bandiera)    | D     | Lucas Barros   |
| 33 | Brasile (bandiera)    | D     | Gustavo França |
| 34 | Portogallo (bandiera) | D     | Ricardo Alves  |
| 43 | Brasile (bandiera)    | D     | João Cesco     |
| 44 | Brasile (bandiera)    | D     | Lucas Mezenga  |
| 55 | Brasile (bandiera)    | C     | Luan           |
| 77 | Portogallo (bandiera) | C     | Luisinho       |
| 97 | Portogallo (bandiera) | P     | Cícero         |

### Rosa 2023-2024
| N. |                       | Ruolo | Calciatore       |
| -- | --------------------- | ----- | ---------------- |
| 1  | Portogallo (bandiera) | P     | Joel Sousa       |
| 2  | Portogallo (bandiera) | D     | Bebeto           |
| 4  | Portogallo (bandiera) | D     | Jota Gonçalves   |
| 6  | Portogallo (bandiera) | C     | André Ceitil     |
| 7  | Portogallo (bandiera) | C     | Xavier           |
| 8  | Capo Verde (bandiera) | C     | Hélder Tavares   |
| 9  | Brasile (bandiera)    | A     | Daniel dos Anjos |
| 10 | Portogallo (bandiera) | A     | Rui Gomes        |
| 11 | Portogallo (bandiera) | C     | Costinha         |
| 13 | Senegal (bandiera)    | D     | Abdoulaye Ba     |
| 15 | Sudafrica (bandiera)  | C     | Yaya Sithole     |
| 16 | Portogallo (bandiera) | D     | Luís Rocha       |
| 17 | Portogallo (bandiera) | A     | Roberto          |
| 18 | Portogallo (bandiera) | A     | Cuba             |

| N. |                       | Ruolo | Calciatore     |
| -- | --------------------- | ----- | -------------- |
| 19 | Portogallo (bandiera) | D     | Tiago Almeida  |
| 21 | Brasile (bandiera)    | C     | Maranhão       |
| 22 | Brasile (bandiera)    | P     | Leo Navacchio  |
| 23 | Portogallo (bandiera) | D     | Cascavel       |
| 24 | Portogallo (bandiera) | P     | Iuri Miguel    |
| 26 | Brasile (bandiera)    | D     | Lucas Barros   |
| 33 | Brasile (bandiera)    | D     | Gustavo França |
| 34 | Portogallo (bandiera) | D     | Ricardo Alves  |
| 41 | Portogallo (bandiera) | P     | Ricardo Silva  |
| 44 | Brasile (bandiera)    | D     | Lucas Mezenga  |
| 55 | Brasile (bandiera)    | C     | Luan           |
| 77 | Portogallo (bandiera) | C     | Luisinho       |
| 97 | Portogallo (bandiera) | P     | Cícero         |

### Rosa 2022-2023
| N. |                       | Ruolo | Calciatore       |
| -- | --------------------- | ----- | ---------------- |
| 1  | Svezia (bandiera)     | P     | Philip Tear      |
| 2  | Portogallo (bandiera) | D     | Bebeto           |
| 3  | Brasile (bandiera)    | D     | Rafael Alcobia   |
| 4  | Portogallo (bandiera) | D     | Jota Gonçalves   |
| 6  | Brasile (bandiera)    | C     | Pedro Augusto    |
| 7  | Portogallo (bandiera) | A     | Rúben Fonseca    |
| 8  | Capo Verde (bandiera) | C     | Telmo Arcanjo    |
| 9  | Brasile (bandiera)    | A     | Daniel dos Anjos |
| 10 | Portogallo (bandiera) | C     | Rafael Barbosa   |
| 11 | Croazia (bandiera)    | A     | Tomislav Štrkalj |
| 14 | Portogallo (bandiera) | C     | Dário Miranda    |
| 15 | Spagna (bandiera)     | D     | Manu Hernando    |

| N. |                       | Ruolo | Calciatore      |
| -- | --------------------- | ----- | --------------- |
| 16 | Senegal (bandiera)    | P     | Babacar Niasse  |
| 17 | Portogallo (bandiera) | A     | Cuba            |
| 18 | Venezuela (bandiera)  | D     | Matías Lacava   |
| 19 | Portogallo (bandiera) | D     | Tiago Almeida   |
| 23 | Portogallo (bandiera) | D     | Cascave         |
| 24 | Algeria (bandiera)    | D     | Naoufel Khacef  |
| 28 | Portogallo (bandiera) | D     | Rodrigo Fajardo |
| 33 | Brasile (bandiera)    | D     | Marcelo Alves   |
| 34 | Portogallo (bandiera) | D     | Ricardo Alves   |
| 45 | Portogallo (bandiera) | C     | Betel Muhungo   |
| 70 | Portogallo (bandiera) | C     | Simão Duarte    |
| 99 | Portogallo (bandiera) | P     | Joel Sousa      |

### Rosa 2021-2022
| N. |                        | Ruolo | Calciatore          |
| -- | ---------------------- | ----- | ------------------- |
| 3  | Brasile (bandiera)     | D     | Neto Borges         |
| 4  | Portogallo (bandiera)  | D     | Jota Gonçalves      |
| 5  | Francia (bandiera)     | D     | Modibo Sagnan       |
| 6  | Brasile (bandiera)     | C     | Pedro Augusto       |
| 7  | Portogallo (bandiera)  | C     | Salvador Agra       |
| 8  | Portogallo (bandiera)  | C     | João Pedro          |
| 9  | Portogallo (bandiera)  | A     | Rúben Fonseca       |
| 10 | Venezuela (bandiera)   | A     | Jhon Murillo        |
| 11 | Uruguay (bandiera)     | C     | Juan Manuel Boselli |
| 15 | Spagna (bandiera)      | D     | Manu Hernando       |
| 17 | Azerbaigian (bandiera) | A     | Renat Dadaşov       |
| 19 | Portogallo (bandiera)  | D     | Tiago Almeida       |

| N. |                       | Ruolo | Calciatore       |
| -- | --------------------- | ----- | ---------------- |
| 21 | Spagna (bandiera)     | C     | Iker Undabarrena |
| 23 | Portogallo (bandiera) | D     | Bebeto           |
| 24 | Algeria (bandiera)    | D     | Naoufel Khacef   |
| 28 | Portogallo (bandiera) | C     | Tiago Dantas     |
| 29 | Brasile (bandiera)    | A     | Daniel dos Anjos |
| 34 | Portogallo (bandiera) | D     | Ricardo Alves    |
| 70 | Portogallo (bandiera) | C     | Rafael Barbosa   |
| 72 | Portogallo (bandiera) | D     | Eduardo Quaresma |
| 80 | Capo Verde (bandiera) | C     | Telmo Arcanjo    |
| 88 | Portogallo (bandiera) | P     | Pedro Trigueira  |
| 98 | Svezia (bandiera)     | P     | Philip Tear      |
| 99 | Senegal (bandiera)    | P     | Babacar Niasse   |

### Rosa 2019-2020
| N. |                          | Ruolo | Calciatore        |
| -- | ------------------------ | ----- | ----------------- |
| 1  | Portogallo (bandiera)    | P     | Cláudio Ramos     |
| 2  | Brasile (bandiera)       | D     | Ícaro             |
| 5  | Guinea-Bissau (bandiera) | C     | João Jaquité      |
| 6  | Camerun (bandiera)       | C     | Nego Tembeng      |
| 7  | Portogallo (bandiera)    | C     | António Xavier    |
| 8  | Capo Verde (bandiera)    | C     | Hélder Tavares    |
| 9  | Capo Verde (bandiera)    | A     | Patrick Fernandes |
| 10 | Portogallo (bandiera)    | D     | Pité              |
| 13 | Portogallo (bandiera)    | P     | Diogo Silva       |
| 14 | Venezuela (bandiera)     | C     | Jhon Murillo      |
| 15 | Cile (bandiera)          | C     | Juan Delgado      |
| 16 | Perù (bandiera)          | C     | Sergio Peña       |
| 17 | Portogallo (bandiera)    | C     | João Reis         |

| N. |                       | Ruolo | Calciatore      |
| -- | --------------------- | ----- | --------------- |
| 18 | Marocco (bandiera)    | D     | Fahd Moufi      |
| 19 | Portogallo (bandiera) | A     | Tomané          |
| 20 | Portogallo (bandiera) | D     | Ricardo Costa   |
| 22 | Portogallo (bandiera) | P     | David Bruno     |
| 23 | Portogallo (bandiera) | D     | Joãozinho       |
| 25 | Portogallo (bandiera) | D     | João Mendes     |
| 27 | Portogallo (bandiera) | C     | Bruno Monteiro  |
| 28 | Portogallo (bandiera) | P     | Pedro Silva     |
| 34 | Portogallo (bandiera) | D     | Ricardo Alves   |
| 44 | Portogallo (bandiera) | D     | Jorge Fernandes |
| 70 | Colombia (bandiera)   | A     | Chico Arango    |
| 99 | Colombia (bandiera)   | A     | Pablo Sabbag    |

### Rosa 2018-2019
| N. |                          | Ruolo | Calciatore        |
| -- | ------------------------ | ----- | ----------------- |
| 1  | Portogallo (bandiera)    | P     | Cláudio Ramos     |
| 2  | Brasile (bandiera)       | D     | Ícaro             |
| 5  | Guinea-Bissau (bandiera) | C     | João Jaquité      |
| 6  | Camerun (bandiera)       | C     | Nego Tembeng      |
| 7  | Portogallo (bandiera)    | C     | António Xavier    |
| 8  | Capo Verde (bandiera)    | C     | Hélder Tavares    |
| 9  | Capo Verde (bandiera)    | A     | Patrick Fernandes |
| 10 | Portogallo (bandiera)    | D     | Pité              |
| 13 | Portogallo (bandiera)    | P     | Diogo Silva       |
| 14 | Venezuela (bandiera)     | C     | Jhon Murillo      |
| 15 | Cile (bandiera)          | C     | Juan Delgado      |
| 16 | Perù (bandiera)          | C     | Sergio Peña       |
| 17 | Portogallo (bandiera)    | C     | João Reis         |

| N. |                       | Ruolo | Calciatore      |
| -- | --------------------- | ----- | --------------- |
| 18 | Marocco (bandiera)    | D     | Fahd Moufi      |
| 19 | Portogallo (bandiera) | A     | Tomané          |
| 20 | Portogallo (bandiera) | D     | Ricardo Costa   |
| 22 | Portogallo (bandiera) | P     | David Bruno     |
| 23 | Portogallo (bandiera) | D     | Joãozinho       |
| 25 | Portogallo (bandiera) | D     | João Mendes     |
| 27 | Portogallo (bandiera) | C     | Bruno Monteiro  |
| 28 | Portogallo (bandiera) | P     | Pedro Silva     |
| 34 | Portogallo (bandiera) | D     | Ricardo Alves   |
| 44 | Portogallo (bandiera) | D     | Jorge Fernandes |
| 70 | Colombia (bandiera)   | A     | Chico Arango    |
| 99 | Colombia (bandiera)   | A     | Pablo Sabbag    |

### Rosa 2017-2018
| N. |                       | Ruolo | Calciatore       |
| -- | --------------------- | ----- | ---------------- |
| 1  | Portogallo (bandiera) | P     | Cláudio Ramos    |
| 2  | Marocco (bandiera)    | D     | Fahd Moufi       |
| 4  | Australia (bandiera)  | D     | Nick Ansell      |
| 5  | Portogallo (bandiera) | D     | Pité             |
| 6  | Camerun (bandiera)    | C     | Nego Tembeng     |
| 7  | Portogallo (bandiera) | C     | Claude Gonçalves |
| 8  | Capo Verde (bandiera) | C     | Hélder Tavares   |
| 9  | Australia (bandiera)  | C     | Tyler Boyd       |
| 10 | Portogallo (bandiera) | C     | Pedro Nuno       |
| 11 | Portogallo (bandiera) | C     | Miguel Cardoso   |
| 12 | Portogallo (bandiera) | P     | Ricardo Janota   |
| 13 | Portogallo (bandiera) | P     | Ricardo Moura    |
| 14 | Ghana (bandiera)      | C     | Sulley Muniru    |
| 15 | Cile (bandiera)       | C     | Juan Delgado     |
| 17 | Portogallo (bandiera) | A     | Joca             |
| 19 | Portogallo (bandiera) | A     | Tomané           |
| 20 | Portogallo (bandiera) | D     | Ricardo Costa    |

| N. |                                | Ruolo | Calciatore      |
| -- | ------------------------------ | ----- | --------------- |
| 22 | Portogallo (bandiera)          | P     | David Bruno     |
| 23 | Portogallo (bandiera)          | D     | Joãozinho       |
| 25 | São Tomé e Príncipe (bandiera) | D     | Harramiz        |
| 27 | Portogallo (bandiera)          | C     | Bruno Monteiro  |
| 32 | Brasile (bandiera)             | D     | Ícaro           |
| 40 | Nigeria (bandiera)             | D     | Junior Pius     |
| 44 | Portogallo (bandiera)          | D     | Jorge Fernandes |
| 50 | Portogallo (bandiera)          | C     | Xavier          |
| 77 | Brasile (bandiera)             | C     | Murilo          |
| 99 | Brasile (bandiera)             | A     | Heliardo        |
|    | Brasile (bandiera)             | C     | Wágner          |
|    | Polonia (bandiera)             | A     | Mateusz Zachara |
|    | Portogallo (bandiera)          | D     | Ruca            |
|    | Venezuela (bandiera)           | D     | Yordan Osorio   |
|    | Portogallo (bandiera)          | A     | João Vasco      |
|    | Portogallo (bandiera)          | C     | Tomás Cardoso   |
|    | Portogallo (bandiera)          | C     | Simão Pipo      |

### Rosa 2016-2017
| N. |                          | Ruolo | Calciatore        |
| -- | ------------------------ | ----- | ----------------- |
| 1  | Portogallo (bandiera)    | P     | Cláudio Ramos     |
| 3  | Portogallo (bandiera)    | D     | João Pica         |
| 4  | Brasile (bandiera)       | D     | Kaká              |
| 6  | Costa Rica (bandiera)    | C     | Dylan Flores      |
| 7  | Portogallo (bandiera)    | C     | Claude Gonçalves  |
| 8  | Portogallo (bandiera)    | C     | Hélder Tavares    |
| 9  | Guinea-Bissau (bandiera) | A     | Zé Turbo          |
| 10 | Guinea-Bissau (bandiera) | C     | João Jaquité      |
| 11 | Portogallo (bandiera)    | C     | Miguel Cardoso    |
| 12 | Portogallo (bandiera)    | P     | Ricardo Janota    |
| 13 | Portogallo (bandiera)    | D     | Jaílson           |
| 14 | Portogallo (bandiera)    | C     | Fernando Ferreira |
| 15 | Venezuela (bandiera)     | C     | Jhon Murillo      |
| 16 | Colombia (bandiera)      | A     | Érick Moreno      |

| N. |                          | Ruolo | Calciatore     |
| -- | ------------------------ | ----- | -------------- |
| 18 | Brasile (bandiera)       | D     | Crislan        |
| 20 | Portogallo (bandiera)    | C     | Pité           |
| 22 | Portogallo (bandiera)    | P     | David Bruno    |
| 24 | Guinea-Bissau (bandiera) | D     | Mamadu Candé   |
| 27 | Portogallo (bandiera)    | C     | Bruno Monteiro |
| 28 | Brasile (bandiera)       | A     | Wágner         |
| 44 | Brasile (bandiera)       | D     | Rafael Amorim  |
| 77 | Brasile (bandiera)       | C     | Murilo         |
| 79 | Russia (bandiera)        | D     | Vitalij Ljscov |
| 92 | Portogallo (bandiera)    | D     | Fábio Nunes    |
| 93 | Mali (bandiera)          | D     | Alassane També |
|    | Portogallo (bandiera)    | P     | Miguel Batista |
|    | Portogallo (bandiera)    | D     | Ricardo Costa  |

### Rosa 2015-2016
| N. |                          | Ruolo | Calciatore       |
| -- | ------------------------ | ----- | ---------------- |
| 1  | Portogallo (bandiera)    | P     | Cláudio Ramos    |
| 2  | Brasile (bandiera)       | D     | Bruno Nascimento |
| 3  | Portogallo (bandiera)    | D     | João Pica        |
| 4  | Brasile (bandiera)       | D     | Kaká             |
| 5  | Austria (bandiera)       | D     | Markus Berger    |
| 6  | Brasile (bandiera)       | C     | Lucas Souza      |
| 7  | Portogallo (bandiera)    | A     | Luís Machado     |
| 8  | Guinea-Bissau (bandiera) | C     | Jaquité          |
| 9  | Argentina (bandiera)     | A     | Piojo            |
| 10 | Portogallo (bandiera)    | C     | Rúben Saldanha   |
| 11 | Brasile (bandiera)       | A     | Nathan Júnior    |
| 12 | Inghilterra (bandiera)   | P     | Matt Jones       |
| 15 | Venezuela (bandiera)     | A     | Jhon Murillo     |
| 17 | Portogallo (bandiera)    | D     | Nuno Santos      |
| 19 | Portogallo (bandiera)    | A     | Joel             |

| N. |                       | Ruolo | Calciatore      |
| -- | --------------------- | ----- | --------------- |
| 20 | Brasile (bandiera)    | C     | Luís Alberto    |
| 21 | Portogallo (bandiera) | D     | Edu             |
| 22 | Portogallo (bandiera) | P     | Miguel Batista  |
| 24 | Portogallo (bandiera) | D     | Luís Tinoco     |
| 27 | Portogallo (bandiera) | C     | Bruno Monteiro  |
| 28 | Brasile (bandiera)    | A     | Wágner          |
| 29 | Brasile (bandiera)    | A     | Erik Mendes     |
| 30 | Portogallo (bandiera) | C     | Raphael Guzzo   |
| 41 | Portogallo (bandiera) | C     | Hélder Tavares  |
| 42 | Gabon (bandiera)      | D     | Randal Oto'o    |
| 45 | Portogallo (bandiera) | A     | Romário Baldé   |
| 70 | Angola (bandiera)     | A     | Dolly Menga     |
|    | Spagna (bandiera)     | P     | Eñaut Zubikarai |
|    | Colombia (bandiera)   | A     | Érick Moreno    |

### Rosa 2014-2015
| N. |                       | Ruolo | Calciatore      |
| -- | --------------------- | ----- | --------------- |
| 1  | Portogallo (bandiera) | P     | Cláudio Ramos   |
| 2  | Portogallo (bandiera) | D     | Ricardo Pedrosa |
| 3  | Portogallo (bandiera) | D     | João Pica       |
| 4  | Brasile (bandiera)    | D     | Deyvison        |
| 5  | Portogallo (bandiera) | D     | Ricardo Rocha   |
| 6  | Portogallo (bandiera) | C     | Fábio Pacheco   |
| 7  | Portogallo (bandiera) | A     | Marco Aurélio   |
| 8  | Portogallo (bandiera) | C     | Tiago Barros    |
| 9  | Argentina (bandiera)  | A     | Piojo           |
| 10 | Portogallo (bandiera) | C     | Márcio Sousa    |
| 13 | Portogallo (bandiera) | P     | Rui Nereu       |
| 14 | Serbia (bandiera)     | C     | Amar Zildžović  |
| 17 | Portogallo (bandiera) | D     | Nuno Santos     |

| N. |                       | Ruolo | Calciatore       |
| -- | --------------------- | ----- | ---------------- |
| 19 | Portogallo (bandiera) | A     | Joel             |
| 20 | Portogallo (bandiera) | C     | Rúben Saldanha   |
| 21 | Portogallo (bandiera) | D     | Edu              |
| 23 | Portogallo (bandiera) | C     | André Carvalhas  |
| 25 | Brasile (bandiera)    | A     | Rafael Batatinha |
| 27 | Portogallo (bandiera) | C     | Bruno Monteiro   |
| 28 | Portogallo (bandiera) | C     | Carraça          |
| 31 | Portogallo (bandiera) | C     | Pedro Mendes     |
| 37 | Portogallo (bandiera) | D     | Vítor Alves      |
| 55 | Portogallo (bandiera) | D     | Pedro Araújo     |
| 70 | Portogallo (bandiera) | A     | Luís Machado     |
| 90 | Portogallo (bandiera) | A     | Tozé Marreco     |